# Anthopteropsis insignis
Anthopteropsis é um gênero monotípico de plantas floridas plantas na família Ericaceae. Sua única espécie: Anthopteropsis insignis é nativa do Panamá, onde é encontrada em florestas sempre verdes.

## Descrição
São arbustos; tallos glabros. Folhas (3-)4.5-6 × (1.5-)2-3 cm, elípticas a oblongo-elípticas, pubérulas ao longo das nervaduras, pelo demais glabras no envés, a nervadura 3(-5)-plinervia, a base arrendondada ou subcordata, o ápice subagudo, arrendondado, obtuso, ou obtusa e curtamente acuminado; pecíolos 2-3 mm, pubérulos. Inflorescencias com 5-8(-12) flores; raquis 2-13 mm, glabro; brácteas florais c. 1.5 mm, ovadas a deltoides, marginalmente fimbriado-glandulares; pedicelos 10-20 mm, inconspicuamente pubérulos, fimbriado-glandulares; bractéolas 1-1.5 mm, mediales, ovadas a deltadas, acuminadas a subagudas, marginalmente fimbriado-glandulares. Flores com o cálice 7-9 mm, glabro, as asas do cano 1.5-2(-3) mm largas e conspicuamente nervadas, os lobos apiculados; corola (16.5-)17-19 mm, angulada mas não alada, glabra mas frequentemente fimbriado-glandular, amarela; estambres 9-10.5 mm; filamentos 2-3 mm; anteras 7-9 mm. Bayas 7-9 mm, vermelhas.

## Taxonomia
Anthopteropsis insignis  foi descrita pela.c.sm. in Woodson & Schery e publicado em Annals of the Missouri Botanical Garden 28(4): 441–444. 1941.